# 하치스카 다카시게
하치스카 다카시게(일본어: 蜂須賀隆重, 1634년 10월 9일 ~ 1707년 9월 19일)는 아와 도미타번 초대 번주를 지냈다. 도쿠시마번주 하치스카 다다테루의 차남으로 태어났다.
|  | 제1대 아와 도미타번 번주 (하치스카가) 1678년 ~ 1707년 | 후임 하치스카 다카나가 |